# Église Saint-Pierre de Dampierre-et-Flée
Pour les articles homonymes, voir Église Saint-Pierre.
L'église Saint-Pierre est une église catholique située à Dampierre-et-Flée, en France.

## Localisation
L'église est située dans le département français de la Côte-d'Or, dans le bourg de la commune de Dampierre-et-Flée.

## Historique
Une première église aurait été fondée en 1060 par saint Jubin, originaire de Champagne. Celle du XIIe siècle était une des plus importantes de la région. Pendant la guerre de Trente Ans, en 1636, le général italien Matthias Gallas, lors de sa retraite vers Saint-Jean-de-Losne, met le feu à l'église dans laquelle ont été enfermés les quelque 200 habitants du village. Deux personnes seulement ont survécu. Le bâtiment a été remis en état au début du XVIIIe siècle.

## Description
L’église actuelle comporte des éléments de la fin des XIIIe et XIVe siècles ; les voûtes et le clocher datent du XVIIIe siècle. Le mobilier intérieur du XVIIe est typique de l’art de la contre-réforme catholique.

### L'adoration des bergers
Parmi les œuvres d’art de l'église se trouve « l’adoration des bergers ». Cette  peinture du XVIIe siècle, est attribuée au peintre bourguignon Jean Tassel. Le paysage et les personnages représentés, dont 2 angelots, révèlent la maîtrise, par l'artiste, de la technique du clair-obscur. 

## Protection
L'église Saint-Pierre est inscrite au titre des monuments historiques en 1984.